# Afrikas Fußballer des Jahres 1973
Der Ballon d’Or (französisch für Goldener Ball) der Zeitschrift France Football wurde 1973 zum vierten Mal für Afrikas Fußballer des Jahres vergeben. Gewinner der Auszeichnung war der Zairer Tshimen Bwanga.

## Abstimmungsmodus
Wählbar waren alle afrikanischen Fußballspieler, unabhängig von ihrer Vereinszugehörigkeit.

## Ergebnis
| Rang | Spieler           | Nationalität   | Verein              | Stimmen |
| ---- | ----------------- | -------------- | ------------------- | ------- |
| 1.   | Tshimen Bwanga    | Zaire          | TP Mazembe          | 49      |
| 2.   | Mwamba Kazadi     | Zaire          | TP Mazembe          | 44      |
| 3.   | Laurent Pokou     | Elfenbeinküste | ASEC Abidjan        | 41      |
| 4.   | Etepe Kakoko      | Zaire          | Imana Kinshasa      | 29      |
| 5.   | Ahmed Faras       | Marokko        | Chabab Mohammédia   | 18      |
| 6.   | Samuel Yaw        | Ghana          | Asante Kotoko       | 16      |
| 7.   | Kembo Uba Kembo   | Zaire          | AS Vita Club        | 15      |
| 8.   | Chérif Souleymane | Guinea         | Hafia FC            | 9       |
| 9.   | Sadok Sassi       | Tunesien       | Club Africain Tunis | 8       |
| 9.   | Mafu Kibonge      | Zaire          | AS Vita Club        | 8       |
| 9.   | Mohieddine Habita | Tunesien       | CO Transports       | 8       |